# Museu Mario Praz
El Museu Mario Praz de Roma és un exemple típic de casa-museu i conté més de 1.200 objectes recollits en ella al llarg de la vida del crític d'art Mario Praz.
Els objectes de la col·lecció que van des del neoclàssic al Biedermeier, es presenten a les habitacions de la casa de l'erudit en la disposició que ell pensava per satisfer el seu propi plaer de viure no solament envoltat, sinó també «submergit» en la bellesa.
Aquesta és la residència privada del crític d'art i literatura, Mario Praz (1896-1982), conservada com estava a la mort del propietari i oberta al públic el 1995. Forma part, com museu satèl·lit, de la Galeria Nacional d'Art Modern i Contemporani de Roma.
El Museu Mario Praz es troba a Palazzo Primoli, Via Zanardelli 1, a Roma i està obert, a petició, per a grups de fins a deu persones acompanyats per un responsable.